# Juan Negrín

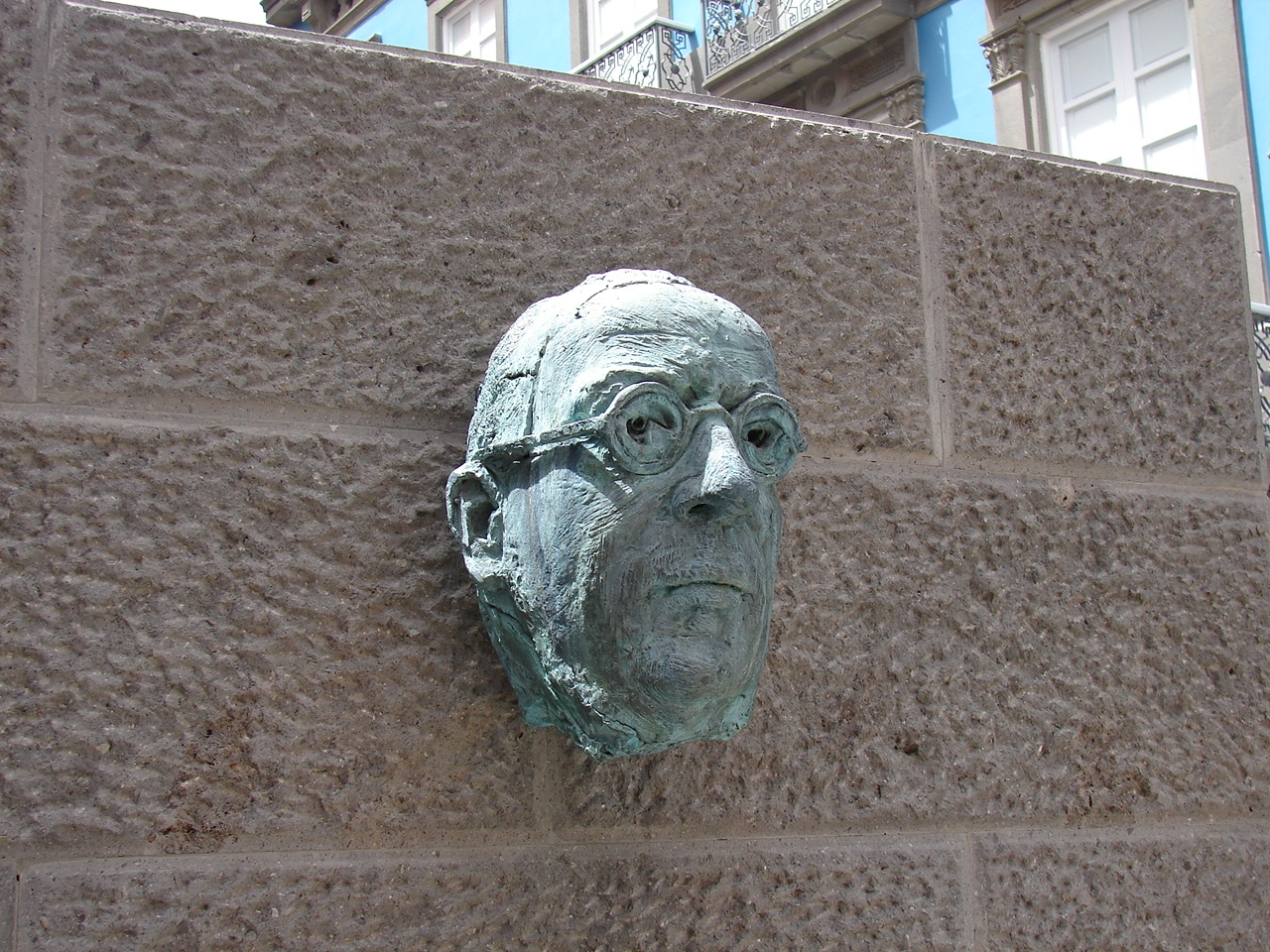
Monument voor Juan Negrín

Juan Negrín y López (Las Palmas, 13 februari 1892 – Parijs, 14 november 1956) was een Spaans socialistisch staatsman. Negrín was de zoon van een rijke zakenman. Hij studeerde rechten aan het Technische Instituut van de Canarische Eilanden. Daarna studeerde hij medicijnen in Duitsland en verkreeg hij de doctorstitel. In 1922 werd hij benoemd tot hoogleraar fysiologie en medicijnen aan de Complutense Universiteit van Madrid. Tijdens de dictatuur van generaal Miguel Primo de Rivera (1923-1930) werd hij socialist en sloot zich aan bij de PSOE (Partido Socialista Obrero Español, d.i. de Spaanse Socialistische Arbeiderspartij). Hij was een aanhanger van de gematigde en reformistische ideeën van de socialist Indalecio Prieto.
Na de val van de dictatuur sloot hij zich aan bij het republikeinse Pact van San Sebastian (1930). Toen de gemeenteraadsverkiezingen in april 1931 werden gewonnen door de sociaaldemocraten en republikeinen, deed koning Alfons XIII van Spanje troonsafstand en werd de republiek uitgeroepen. Van 1931 tot 1933 was Negrín minister van Financiën in het kabinet-Azaña.
Kort na het begin van de Spaanse Burgeroorlog werd Negrín minister van Financiën in het socialistische kabinet van Francisco Largo Caballero. Negrín wist meer militaire steun voor de republikeinen bij de Sovjet-Unie voor elkaar te krijgen. De Sovjet-agenten versterkten hun greep op het republikeinse Spanje. In oktober 1936 stelden Largo Caballero en Negrín - zonder de overige regeringsleden op de hoogte te stellen - de goudreserves aan de Sovjet-Unie ter beschikking in ruil voor extra militaire steun (vooral in de vorm van gevechtsvliegtuigen).
Op 17 mei 1937 werd Negrín minister-president, omdat Largo Caballero weigerde - in opdracht van de USSR - de trotskistische POUM te verbieden. Onder minister-president Negrín geraakte Spanje in de Sovjet-invloedssfeer. Een op 30 april 1938 aan de nationalisten aangeboden vredespact werd door generaal Franco afgewezen.
Onder Negrín werd formeel weliswaar de vrijheid van godsdienst in de republikeinse zone hersteld, maar in de praktijk bleef de vervolging van katholieke geestelijken en kloosters doorgaan - zij het nu met stalinistische methoden van de geheime politie en zonder de openbare bloedbaden die de trotskisten en anarchistische milities hadden aangericht onder katholieke personen. Tevens werd onder Negríns premierschap de macht van de anarchistische CNT en de anti-stalinistische trotskistische POUM grotendeels beteugeld, waardoor de rust enigszins terugkeerde en republikeins Spanje definitief onder stalinistische invloed kwam. Vanwege de opmars van de legers van de nationalistische opstandelingen week de republikeinse regering van president Azaña naar Frankrijk uit in 1939. Negrín vertrok in mei 1940 naar Mexico. Gedurende de Tweede Wereldoorlog bleef hij minister-president van de Spaanse republikeinse regering in ballingschap.